# 千葉県災害拠点病院

千葉県の地域圏図

千葉県災害拠点病院（ちばけんさいがいきょてんびょういん）とは、千葉県にある災害時の救急医療の拠点となる災害拠点病院。

## 概要
県内や近県で災害が発生し、通常の医療体制では被災者に対する適切な医療を確保することが困難な状況となった場合に、千葉県知事の要請により傷病者の受け入れや医療救護班の派遣等を行う。26病院が指定されており、総合病院国保旭中央病院、日本医科大学千葉北総病院、国保直営総合病院君津中央病院、亀田総合病院が全県域を担当し災害医療の中心となる基幹災害拠点病院、その他病院が各医療圏に対応する地域災害拠点病院となっている。現在、各二次医療圏ごとに1以上の地域災害医療センターが確保されている。

### 拠点病院の条件
- 建物が耐震耐火構造であること。
- 資器材等の備蓄があること。
- 応急収容するために転用できる場所があること。
- 応急用資器材、自家発電機、応急テント等により自己完結できること。（外部からの補給が滞っても簡単には病院機能を喪失しないこと）
- 近接地にヘリポートが確保できること。

## DMAT
災害派遣医療チーム（DMAT）は、派遣体制が整っている病院をDMAT指定医療機関として指定しており、全ての災害拠点病院で編成されている（2019年4月1日時点）。

## 沿革
- 1996年（平成8年）
  - 8月20日 - 千葉県救急医療センターなど14病院が指定[注 1]。うち総合病院国保旭中央病院など4病院が基幹災害拠点病院となる[1]。
  - 10月15日 - 千葉大学医学部附属病院が追加指定。
- 2008年（平成20年）4月1日 - 安房地域医療センターが追加指定。
- 2009年（平成21年）8月10日 - 順天堂大学医学部附属浦安病院、東京女子医科大学八千代医療センターが追加指定。
- 2014年（平成26年）
  - 3月31日 - 東千葉メディカルセンター開院に伴い地域災害拠点病院の指定を受けていた千葉県立東金病院が閉院[2]。
  - 4月1日 - 東千葉メディカルセンターが追加指定。
- 2015年（平成27年）4月1日 - 国立病院機構千葉医療センター、東京ベイ・浦安市川医療センターが追加指定。
- 2016年（平成28年）4月1日 - 東邦大学医療センター佐倉病院が追加指定。
- 2017年（平成29年）
  - 4月1日 - 千葉市立青葉病院、千葉労災病院が追加指定。
  - 12月1日 - 千葉県済生会習志野病院が追加指定。
  - 12月27日 - 松戸市立総合医療センターが追加指定。
- 2019年（平成31年）4月1日 - 千葉西総合病院が追加指定。

## 病院一覧
千葉県災害拠点病院の一覧。26病院が指定されている（2019年4月1日時点）。うち基幹災害拠点病院4病院、地域災害拠点病院22病院。
| 基幹災害拠点病院 | 基幹災害拠点病院 | 基幹災害拠点病院                   | 基幹災害拠点病院             | 基幹災害拠点病院                       | 基幹災害拠点病院 | 基幹災害拠点病院 |
| 3次医療圏 | 保健医療圏       | 病院名                             | 住所                         | 位置                                   | DMAT             | 三次救急         |
| --- | ---------------- | ---------------------------------- | ---------------------------- | -------------------------------------- | ---------------- | ---------------- |
| 全県域 | 印旛             | 日本医科大学千葉北総病院           | 印西市鎌苅1715               | 北緯35度46分53.3秒 東経140度11分54.3秒 | ○                | 救命/DH          |
| 全県域 | 香取海匝         | 総合病院国保旭中央病院             | 旭市イの1326                 | 北緯35度43分4.1秒 東経140度39分50.3秒  | ○                | 救命             |
| 全県域 | 安房             | 亀田総合病院                       | 鴨川市東町929                | 北緯35度7分13.2秒 東経140度7分31秒     | ○                | 救命             |
| 全県域 | 君津             | 君津中央病院                       | 木更津市桜井1010             | 北緯35度21分32.3秒 東経139度55分22.7秒 | ○                | 救命/DH          |
| 地域災害拠点病院 |                  |                                    |                              |                                        |                  |                  |
| 2次医療圏 | 2次医療圏        | 病院名                             | 住所                         | 位置                                   | DMAT             | 三次救急         |
| 千葉 | 千葉             | 千葉大学医学部附属病院             | 千葉市中央区亥鼻1-8-1        | 北緯35度36分18秒 東経140度8分6.6秒     | ○                | 救命             |
| 千葉 | 千葉             | 千葉県総合救急災害医療センター     | 千葉市美浜区豊砂6番-1        |                                        | ○                | 高度             |
| 千葉 | 千葉             | 千葉市立海浜病院                   | 千葉市美浜区磯辺3-31-1       | 北緯35度37分39.8秒 東経140度3分4.5秒   | ○                | -                |
| 千葉 | 千葉             | 千葉市立青葉病院                   | 千葉市中央区青葉町1273番地2  | 北緯35度36分5秒 東経140度8分19秒       | ○                | -                |
| 千葉 | 千葉             | 国立病院機構千葉医療センター       | 千葉市中央区椿森四丁目1番2号 | 北緯35度37分24秒 東経140度7分18秒      | ○                | -                |
| 東葛南部 | 東葛南部         | 船橋市立医療センター               | 船橋市金杉1丁目21-1          | 北緯35度43分25.9秒 東経139度59分55.3秒 | ○                | 救命             |
| 東葛南部 | 東葛南部         | 東京歯科大学市川総合病院           | 市川市菅野5-11-13            | 北緯35度44分1.4秒 東経139度55分20.7秒  | ○                | -                |
| 東葛南部 | 東葛南部         | 順天堂大学医学部附属浦安病院       | 浦安市富岡2-1-1              | 北緯35度38分45.5秒 東経139度54分25.4秒 | ○                | 高度             |
| 東葛南部 | 東葛南部         | 東京ベイ・浦安市川医療センター     | 浦安市当代島三丁目4番32号    | 北緯35度40分17秒 東経139度53分40秒     | ○                | -                |
| 東葛南部 | 東葛南部         | 東京女子医科大学八千代医療センター | 八千代市大和田新田477-96     | 北緯35度43分49秒 東経140度5分48.6秒    | ○                | -                |
| 東葛南部 | 東葛南部         | 千葉県済生会習志野病院             | 習志野市泉町一丁目1番1号     | 北緯35度41分36秒 東経140度2分49.5秒    | ○                | -                |
| 東葛北部 | 東葛北部         | 松戸市立総合医療センター           | 松戸市上本郷4005             | 北緯35度47分43.9秒 東経139度55分6.6秒  | ○                | 救命             |
| 東葛北部 | 東葛北部         | 東京慈恵会医科大学附属柏病院       | 柏市柏下163-1                | 北緯35度52分11.5秒 東経139度58分58.5秒 | ○                | 救命             |
| 東葛北部 | 東葛北部         | 千葉西総合病院                     | 松戸市金ケ作107-1            | 北緯35度48分16.4秒 東経139度56分42.1秒 | ○                | 救命             |
| 印旛 | 印旛             | 成田赤十字病院                     | 成田市飯田町90-1             | 北緯35度45分53.8秒 東経140度18分13.5秒 | ○                | 救命             |
| 印旛 | 印旛             | 東邦大学医療センター佐倉病院       | 佐倉市下志津564-1            | 北緯35度43分02.6秒 東経140度10分03.1秒 | ○                | -                |
| 香取海匝 | 香取海匝         | 千葉県立佐原病院                   | 香取市佐原イ2285             | 北緯35度53分8.8秒 東経140度30分34.5秒  | ○                | -                |
| 山武長生夷隅 | 山武長生夷隅     | 東千葉メディカルセンター           | 東金市丘山台三丁目6番地2     | 北緯35度33分28.9秒 東経140度18分27.4秒 | ○                | 救命             |
| 山武長生夷隅 | 山武長生夷隅     | 千葉県立東金病院（閉院）           | 東金市台方1229               | 北緯35度33分1.7秒 東経140度20分53.7秒  | ○                | -                |
| 安房 | 安房             | 安房地域医療センター               | 館山市山本1155               | 北緯34度59分59.6秒 東経139度53分30.4秒 | ○                | -                |
| 市原 | 市原             | 千葉県循環器病センター             | 市原市鶴舞575                | 北緯35度23分5.3秒 東経140度11分6秒     | ○                | -                |
| 市原 | 市原             | 帝京大学ちば総合医療センター       | 市原市姉崎3426-3             | 北緯35度27分57.1秒 東経140度3分45.2秒  | ○                | 地域             |
| 市原 | 市原             | 千葉労災病院                       | 市原市辰巳台東2-16           | 北緯35度31分17秒 東経140度9分29秒      | ○                | -                |
| 2019年4月1日時点 （凡例） 高度：高度救命救急センター、救命：救命救急センター、地域：地域救命救急センター、DH：ドクターヘリ基地病院 |                  |                                    |                              |                                        |                  |                  |